# 雅典鎮區 (阿肯色州伊澤德縣)
雅典鎮區（英語：Athens Township）是位於美國阿肯色州伊澤德縣的一個行政鎮區。

## 地方資料
雅典鎮區的面積為64.07平方千米，當中陸地面積為63.58平方千米，而水域面積為0.49平方千米。根據2010年美國人口普查的數據，當地共有人口141人，而人口密度為每平方千米2.2人。